# Crucero de Cofradía
Crucero de Cofradía är en ort i Mexiko.   Den ligger i kommunen Tuxpan och delstaten Michoacán de Ocampo, i den södra delen av landet, 140 km väster om huvudstaden Mexico City. Crucero de Cofradía ligger 1 757 meter över havet och antalet invånare är 243.
Terrängen runt Crucero de Cofradía är huvudsakligen kuperad. Crucero de Cofradía ligger nere i en dal. Runt Crucero de Cofradía är det ganska tätbefolkat, med 116 invånare per kvadratkilometer. Närmaste större samhälle är Heróica Zitácuaro, 19,0 km sydost om Crucero de Cofradía. Omgivningarna runt Crucero de Cofradía är en mosaik av jordbruksmark och naturlig växtlighet.